# جيمس كونولي (منافس ألعاب قوى)
جيمس كونولي (بالإنجليزية: James Connolly)‏ هو منافس ألعاب قوى أمريكي، ولد في 4 يناير 1900 في ووبرن في الولايات المتحدة، وتوفي في 30 سبتمبر 1940.

## وصلات خارجية
- جيمس كونولي على موقع أوليمبيديا (الإنجليزية)